# Stephan Görgl
Stephan Görgl, né le 5 juin 1978, est un skieur alpin autrichien. Sa sœur Elisabeth Görgl et sa mère Traudl Hecher sont également des skieuses au palmarès international.
Skieur spécialisé dans les slaloms géants et super-G, il a signé en douze ans de carrière au haut niveau (de 2001 à 2012) cinq podiums en coupe du monde, dont deux victoires. Il a également participé aux Jeux olympiques de Sestrières en 2006.

## Carrière

### Les débuts
Stephan Görgl fait ses premiers pas sur les circuits FIS en décembre 1994 à l'âge de seize ans en participant à deux slaloms géants organisés à Neustift im Stubaital, courses où il obtient d'honorables 23e et 25e places. Il poursuit son apprentissage sur les circuits FIS et junior pendant deux ans (avec notamment un premier podium avec une troisième place au géant de Donnersbachwald le 18 janvier 1996) avant de franchir un palier avec des premières participations aux circuits nord-américain en décembre 1996 (deux géants à Sunday River (en) puis deux slaloms à Attitash Mountain Resort (en), tous terminés entre la 17e et la 13e place), puis européen en décembre 1997 à Kreischberg (un géant dont il se classe 46e). Entre-temps, il participe à ses premiers championnats du monde junior à Schladming les 27 et 28 février 1997, pour une 20e place en super-G et une 9e place en slalom géant.
Lors des championnats du monde junior suivants à Chamonix il ne participe qu'au super-G (le 28 février 1998) dont il se classe 10e, un mois après avoir remporté sa première victoire sur le circuit FIS lors du super-G de Kaunertal (le 28 janvier 1998).
La saison 1998-1999 marque un tournant dans sa carrière, puisqu'à l'âge de vingt ans il est régulièrement (dix fois) au départ d'épreuves de Coupe d'Europe et surtout y marque ses premiers points lors des slaloms géants de Zwiesel (19e le 6 février 1999) et Ravascletto (26e le 15 février 1999). À la fin de la saison il est donc classé pour la première fois en Coupe d'Europe : 57e du classement de slalom géant et 127e du général. Cette saison est également celle de son premier titre national : champion d'Autriche 1999 de super-G.
Ses premiers podiums européens arrivent la saison suivante, les 15 et 28 janvier 2000 lors des super-G de Sankt Anton am Arlberg et des Orres.
La première victoire européenne arrive un an plus tard lors du super-G de Altenmarkt im Pongau du 19 janvier 2001 (suivi d'une seconde place lors du super-G du lendemain dans la même station). Cette victoire est suivie d'une autre étape dans la carrière de Görgl : le 28 janvier 2001, il prend son premier départ de Coupe du monde pour le super-G de Garmisch-Partenkirchen et marque dans le même temps ses (quatre) premiers points sur le circuit mondial grâce à sa 27e place. S'il participe à une autre manche de Coupe du monde d'ici la fin de la saison (45e au super-G de Kvitfjell en mars 2001), il s'assure par ailleurs sa place en Coupe du monde pour la saison suivante au titre de qualification personnelle pour la Coupe du monde. En effet, il termine en tête du classement de Coupe d'Europe de super-G (avec 439 points) et deuxième du classement général (avec 811 points).
Ainsi lors de la saison 2001-2002 il prend le départ de douze manches de Coupe du monde (six slaloms géants et six super-G), termine sept fois dans les points (les six super-G et un géant) avec une 10e place au super-G de Val-d'Isère (le 7 décembre 2001) comme meilleur résultat. Il se classe alors 16e du classement de super-G avec 81 points, 59e du classement général avec 101 points. Mais il ne néglige pas pour autant la Coupe d'Europe, où il remporte cinq courses lui permettant de terminer troisième du classement du super-G (265 points) et deuxième des classements de géant (419 points) et général (737 points).
La saison 2002-2003 se passe moins bien puisqu'il ne prend le départ que de sept épreuves de Coupe du monde : six géants (pour une seule place dans les trente : 24e à Lake Louise le 1er décembre 2002) et un seul super-G (à Alta Badia le 22 décembre 2002, 14e également). La faute à une très grosse concurrence en équipe d'Autriche : à la fin de la saison, cinq des dix meilleurs au classement de coupe du monde de super-G sont autrichiens, ils sont neuf si on remonte jusqu'au vingt-et-unième! En coupe d'Europe, il remporte trois courses (trois slaloms géants) et termine troisième des classements de slalom géant et de super-G (avec respectivement 399 et 294 points), quatorzième (141 points) du classement de descente ce qui constitue son meilleur classement dans la discipline, et enfin quatrième du classement général (834 points, son record de points, plus que lors des deux saisons précédentes où il avait pourtant fini deuxième). Sur le plan national, il monte pour la deuxième fois de sa carrière sur un podium de championnat d'Autriche en décrochant l'argent en super-G.

### Le sommet de sa carrière
Avec douze départs de Coupe du monde (sept en géant, cinq en super-G) pour neuf arrivées dans les points, la saison 2003-2004 est surtout marquée par ses premiers top 10 depuis 2001 : 7e du super-G de Garmisch-Partenkirchen le 1er février 2004, puis du slalom géant de Kranjska Gora le 28 février 2004 (alors ses deux meilleurs résultats dans ces disciplines) et 9e du super-G de Kvitfjell le 7 mars 2004. Ces bons résultats se traduisent au niveau comptable à la fin de la saison puisqu'il améliore ses meilleurs totaux de points dans les deux disciplines (95 en super-G - 20e - et 80 en géant - 26e) et au général (175, 46e). Ils se font par contre au détriment de la Coupe d'Europe à laquelle Görgl ne participe quasiment pas.
La saison 2004-2005 est la meilleure de sa carrière, du moins en Coupe du monde : il prend l'intégralité des quinze départs sur ses deux disciplines, et marque des points à treize reprises. Mieux : le 2 décembre 2004, il remporte le super-G de Beaver Creek, sa première victoire (et même son premier podium) en Coupe du monde. Qualifié pour les finales de Coupe du monde à Lenzerheide, il y signe son deuxième podium avec le super-G (le 11 mars 2005) puis sa deuxième victoire le lendemain en slalom géant. Il termine ainsi que 7e et 9e places des classements de super-G et de slalom géant avec 245 et 206 points, et 15e du classement général avec 451 points. Cette saison est aussi celle de sa première participation à des championnats du monde, en l’occurrence à ceux de Bormio pour le super-G. Il s'y classe 21e. Enfin il conclut sa saison par un deuxième titre national, son premier en slalom géant.
Ses résultats en 2005-2006 sont légèrement moins bons : dans les points douze fois en quatorze courses, cinq top 10 et un podium (troisième au géant d'Adelboden le 7 janvier 2006), 11e du classement de super-G (144 points), 14e du classement de slalom géant (165 points) et 30e au général (309 points), ce qui constitue la deuxième meilleure saison de sa carrière en termes de résultats. Il est également sélectionné dans l'équipe olympique autrichienne pour les JO de Turin, et le slalom géant du 20 février 2006 sera son unique expérience olympique, assez malheureuse puisqu'après une très bonne première manche dont il termine septième, il tombe en haut du second tracé et ne termine pas la course.

### La blessure, la reconstruction
Après trois courses et un début de saison correcte marquée par une 6e place lors du slalom géant de Keystone le 28 novembre 2006, Stephan Görgl se blesse gravement : il chute lors d'une séance d'entrainement de super-G à Zauchensee, chute qui lui cause une rupture du ligament croisé antérieur et du ligament collatéral tibial du genou droit. À peine commencée, sa saison est donc terminée.
Il effectue son retour à la compétition lors de l'ouverture de la saison 2007-2008 à Sölden et effectue une saison complète : dix-sept départs en Coupe du monde pour quatorze arrivées dans les points, dont deux top 10 (deux 8e places en slalom géant). Ces résultats sont néanmoins en retrait par rapport aux deux saisons précédant sa blessure : 17e du classement en slalom géant (124 points), 26e de celui de super-G (80 points) et 46e du classement général (204 points).
La saison 2008-2009 ressemble à la précédente : quinze départs, six fois dans les points et une 6e place en super-G à Val Gardena (le 19 décembre 2008) comme meilleur résultat. Insuffisant pour être sélectionné pour les mondiaux de Val d'Isère, il profite donc de cette pause début février pour enchaîner quelques courses de Coupe d'Europe, avec succès : cinq courses, trois podiums dont une victoire en slalom géant à Soldeu. Ces classements mondiaux en fin de la saison sont proches de ceux de la saison précédente : 16e en slalom géant (133 points), 20e en super-G (64 points) et 42e au général (197 points).

### La fin de carrière
La saison 2009-2010 commence (jusqu'à la fin de l'année 2009) par une alternance de coupe du monde (cinq courses, c'est-à-dire toutes les épreuves dans ses disciplines de prédilection sauf l'étape à Val-d'Isère) avec des résultats moyens (seulement deux fois dans les points : 20e et 26e) et de coupes continentales (européenne et nord-américaine) avec des résultats tout aussi moyens mais quand même une troisième place en super-G à Reiteralm. En janvier 2010, il se blesse à nouveau : il souffre d'un kyste consécutif à une opération et d'un début de déchirement du ménisque, et est à nouveau contraint de terminer sa saison prématurément.
De retour sur les pistes au début de la saison 2010-2011, il rentre sept fois dans les points en quatorze départs de Coupe du monde, dont deux top 10 : 10e du super-G de Beaver Creek (le 4 décembre 2010) et 9e du slalom géant d'Alta Badia (le 19 décembre 2010). Ces résultats sont suffisants pour être sélectionné en slalom géant pour les mondiaux de Garmisch-Partenkirchen, ses derniers, et il s'en classe 23e. Ses classements de Coupe du monde, les derniers de sa carrière également, sont en baisse : 22e en super-G (71 points), 32e en slalom géant (39 points) et 71e du classement général (110 points).
La saison 2011-2012 commence par un échec à Sölden (sortie de piste dans la première manche du géant) et est surtout marquée par des douleurs au dos. Il finit par se faire opérer en novembre d'une hernie discale. Pour la troisième fois sa saison est terminée prématurément, et pour la première fois depuis la saison 1999-2000 sans aucun point marqué en coupe du monde.
Stephan Görgl effectue un ultime retour à la compétition au début de la saison 2012-2013, sans grand succès : aucun point marqué en trois départs en slalom géant de Coupe du monde, bilan à peine rehaussé par deux 12e places en super-G à Copper Mountain, en FIS. Ce dernier géant à Val d'Isère est éloquent : 52e de la première manche avec 5,78 secondes de retard sur le premier, son compatriote Marcel Hirscher. Cette contre-performance le décide à arrêter sa carrière, et il annonce sa retraite peu de temps après.

## Palmarès

### Jeux olympiques d'hiver
Participation aux Jeux olympiques de Turin en 2006 : Slalom géant (chute lors de la seconde manche après avoir réalisé le 7e temps de la première).

### Championnats du monde
| Épreuve / Édition | Bormio 2005 | Garmisch-Partenkirchen 2011 |
| super-G           | 21e         | -                           |
| Slalom géant      | -           | 23e                         |

### Coupe du monde
- Meilleur classement général : 15e en 2005 avec 541 points[4].
- Meilleur classement en slalom géant : 7e en 2005 avec 245 points[4].
- Meilleur classement en super-G : 9e en 2005 avec 206 points[4].
- 5 podiums dont 2 victoires (1 en slalom géant, 1 en super-G)[12].

#### Détail des podiums par saison
- 2004-2005 :
  - super-G : 1 victoire (Beaver Creek ( États-Unis)) et 1 troisième place (Lenzerheide ( Suisse))
  - Slalom géant : 1 victoire (Lenzerheide ( Suisse))
- 2005-2006 :
  - Slalom géant : 1 troisième  place (Adelboden( Suisse))
- 2008-2009 :
  - super-G : 1 seconde place (Sestrières ( Italie))

#### Classements
| Année/Classement | Année/Classement | Général | Général | super-G | super-G | Géant  | Géant  |
| ---------------- | ---------------- | ------- | ------- | ------- | ------- | ------ | ------ |
| Année/Classement | Année/Classement | Class.  | Points  | Class.  | Points  | Class. | Points |
| 2001             | 2001             | 137e    | 4       | 57e     | 4       | -      | -      |
| 2002             | 2002             | 59e     | 101     | 16e     | 81      | 37e    | 20     |
| 2003             | 2003             | 118e    | 14      | 51e     | 7       | 51e    | 7      |
| 2004             | 2004             | 46e     | 175     | 20e     | 95      | 26e    | 80     |
| 2005             | 2005             | 15e     | 451     | 7e      | 245     | 9e     | 206    |
| 2006             | 2006             | 30e     | 309     | 11e     | 144     | 14e    | 165    |
| 2007             | 2007             | 125e    | 13      | -       | -       | 38e    | 13     |
| 2008             | 2008             | 46e     | 204     | 26e     | 80      | 17e    | 124    |
| 2009             | 2009             | 42e     | 197     | 20e     | 64      | 16e    | 133    |
| 2010             | 2010             | 119e    | 15      | -       | -       | 37e    | 15     |
| 2011             | 2011             | 71e     | 110     | 22e     | 71      | 32e    | 39     |

### Coupe d'Europe
- Vainqueur de la Coupe d'Europe de super-G en 2001 avec 439 points[2].
- Deuxième du classement de slalom géant en 2002 avec 419 points[2].
- Deuxième du classement général en 2001 et 2002 avec respectivement 811 et 737 points[2].
- 22 podiums dont 11 victoires (tout en slalom géant et super-G à l'exception d'une troisième place en descente)[13].